# Аверин, Юрий Иванович
Ю́рий Ива́нович Аве́рин (28 октября 1922, Воронеж — 29 января 1990, Москва) — советский актёр театра и кино; народный артист РСФСР (1970).

## Биография
Родился в Воронеже в семье учителей.
По окончании в 1940 году Воронежского театрального училища (курс А. П. Новоскольцева) работал в Воронежском драматическом театре.
Участник Великой Отечественной войны, куда попал добровольцем. В качестве чтеца ансамбля песни и пляски Дома Красной армии принимал участие в выступлениях перед частями на фронтах, а также в госпиталях. Закончил войну в звании гвардии старшины.
В 1945—1946 годах — артист Ансамбля песни и пляски Красной армии в Гродно. В 1946—1947 годах — артист Харьковского театра имени Марко Кропивницкого. В 1947—1949 годах он работал в Иркутском театре, а в 1949—1951 — в Брянском театре. В 1951—1953 работал в московском Малом театре. С 1965 года — в Московском драматическом театре имени Пушкина.
Также работал на радио и выступал с чтецкими программами.
Скончался 29 января 1990 года.

Могила Ю. И. Аверина
на Пятницком кладбище

Похоронен на Пятницком кладбище (участок № 1) в Москве, где позже была похоронена и его жена.

### Семья
- жена — Валентина Дмитриевна Архангельская (1919—1999), актриса, была первой женой Александра Галича;
- приёмная дочь — Алёна Александровна Архангельская (дочь Александра Галича)[источник не указан 616 дней].

## Фильмография
- 1956 — Бессмертный гарнизон — немецкий генерал
- 1956 — Крылья — Калина
- 1956 — Урок истории (СССР, НРБ) — Геринг
- 1959 — Судьба человека (фильм) — Мюллер, комендант лагеря
- 1961 — Наша улица — Парк, дублирует К. Николаев
- 1963 — Собаки (фильм-спектакль) — Питер Лабушан, бур, хозяин фермы
- 1964 — Гранатовый браслет — фон Фриессе
- 1964 — Дочь Стратиона — немецкий полковник
- 1964 — Палата — профессор
- 1967 — Северный свет (фильм-спектакль) — Соммервилл
- 1968 — …И снова май! — Пётр Филиппович, ротмистр
- 1970 — Зыковы (фильм-спектакль) — Антипа Зыков
- 1972 — Светит, да не греет (фильм-спектакль) — Залешин
- 1976 — Жизнь и смерть Фердинанда Люса — советский судья на Нюрнбергском процессе
- 1977 — Ты иногда вспоминай — Бакалов
- 1980 — Долгие дни, короткие недели… — директор завода
- 1982 — Джентльмены из Конгресса (фильм-спектакль) — Саймон Грей, отец Мардж
- 1989 — Следствие ведут Знатоки (Дело № 22/Мафия) — Мордвинов—«Морда», глава преступного клана

## Награды и звания
- медаль «За боевые заслуги» (23 февраля 1944)[3];
- орден Красной Звезды (9 июня 1945)[4];
- медаль «За взятие Кёнигсберга» (9 июня 1945)[6]
- медаль «За взятие Берлина» (9 июня 1945)[7];
- медаль «За победу над Германией в Великой Отечественной войне 1941—1945 гг.» (26 декабря 1945)[8];
- медаль «За оборону Москвы»[9];
- заслуженный артист РСФСР (28 марта 1961)[10];
- народный артист РСФСР (3 августа 1970)[10];
- орден Отечественной войны II степени (6 апреля 1985)[11].